# 铁牛 (演员)
铁牛（1922年—2015年3月5日），原名杨锡业，山东掖县（今莱州市）人，中国演员。

## 生平
1946年参加新四军，后来进入山东军区文工团任团员，同年加入中国共产党。中华人民共和国成立后，任上海电影制片厂演员，曾任中國共產黨上海电影演员剧团支部书记、副团长。
铁牛曾多次在电影中饰演工人、士兵等形象。在1952年上海电影制片厂黑白电影《南征北战》中，铁牛饰演战士“小胖子”。在1986年中国中央电视台电视剧《西游记》中，铁牛饰演弥勒佛。
2015年3月5日，铁牛在上海病逝，享年93岁。

## 作品
电影
- 《团结起来到明天》（1950年）
- 《南征北战》（1952年）饰演 李进
- 《水乡的春天》（1954年）
- 《雾海夜航》（1957年）
- 《海上红旗》（1957年）
- 《布谷鸟又叫了》（1958年）
- 《谁是被抛弃的人》（1958年，未发行）
- 《新安江上》（1959年）
- 《红色娘子军》（1960年）饰演 阿贵
- 《燎原》（1961年）饰演 贺青山
- 《球迷》（1962年）
- 《这不是误会》（1982年）
- 《夜色多美好》（1983年）
- 《滴水观音》（1984年）
- 《取长补短》（1985年）
- 《八仙的传说》（1985年）饰演 汉钟离[3]

电视剧
- 《西游记》（1986年）饰演 弥勒佛